# Jinyuan
Jinyuan (chinesisch 晋源区, Pinyin Jìnyuán Qū) ist ein chinesischer Stadtbezirk, der zum Verwaltungsgebiet der bezirksfreien Stadt Taiyuan, der Hauptstadt der Provinz Shanxi, gehört. Er hat eine Fläche von 292 km² und zählt 316.445 Einwohner (Stand: Zensus 2020). Regierungssitz ist das Straßenviertel Jinyuan (晋源街道).

## Administrative Gliederung
Auf Gemeindeebene setzt sich der Stadtbezirk aus drei Straßenvierteln und drei Großgemeinden zusammen. Diese sind:
- Straßenviertel Jinyuan 晋源街道
- Straßenviertel Yijing 义井街道
- Straßenviertel Luocheng 罗城街道

- Großgemeinde Jinci 晋祠镇
- Großgemeinde Jinsheng 金胜镇
- Großgemeinde Yaocun 姚村镇